# 8월 13일
8월 13일은 그레고리력으로 225번째(윤년일 경우 226번째) 날에 해당한다.

## 사건
- 1392년 - 한반도에서 고려의 장수 이성계가 즉위하다. 이듬해 조선이란 국호를 사용하다.
- 1521년 - 아즈텍 제국의 수도 테노치티틀란이 스페인의 정복자 에르난 코르테스에 의해 함락되었다.[1]
- 1704년 - 블렌하임 전투에서 말버러 공작과 사부아 공자 외젠이 이끌었던 잉글랜드, 신성로마제국 연합군이 프랑스, 바바리아 연합군을 격파하다. 이 전투는 스페인 왕위계승전쟁의 중요한 전환기를 마련하였다.
- 1905년 - 스웨덴-노르웨이 연합왕국에서 노르웨이의 독립에 대한 투표를 진행하였다.
- 1936년 - 조선중앙일보가 베를린 올림픽 마라톤 우승을 차지한 손기정 선수의 사진을 실으면서 가슴에 달린 일장기를 삭제했고, 이 때문에 동아일보와 함께 무기한 정간 처분을 받음.
- 1955년 - 서울적십자병원, 대한민국 최초의 성전환 수술 시행.
- 1959년 - 일본과 조선민주주의인민공화국, 재일교포 북송 협정에 조인.
- 1960년 - 중앙아프리카 공화국이 프랑스로부터 독립.
- 1961년 - 독일민주공화국, 냉전으로 분단된 독일의 도시 베를린의 동서 구간 사이에 베를린 장벽을 세우다.
- 1965년 - 대한민국 국회, 야당 불참 속 월남 파병 동의안 가결.
- 1979년 - 중화인민공화국, 산아제한 정책 발표.
- 1980년 - 대한민국, 김영삼 신민당 총재, 정계은퇴 발표.
- 1986년 - 대한민국, 전국교직원노동조합 전신인 전국교사협의회 준비위 발족.
- 1990년 - 고르바초프 소련 대통령, 스탈린 치하 희생자 전원을 복권시키는 포고령 발표.
- 1996년 - 한총련 연세대 점거 시위.
- 1999년 - 신구범 축협 회장이 농협과의 통합에 반발해 국회에서 할복자살을 시도했다.
- 2001년 - 고이즈미 준이치로 일본 총리, 야스쿠니 신사 참배 강행.
- 2004년 - 오키나와현에서 미군 헬기 추락 사고가 발생, 4명의 탑승자 중 3명이 부상하였다.
- 2007년- 중도통합민주당, 중도통합민주당에서 민주당으로 당명 복구.

## 문화
- 1889년 - 윌리엄 그레이, 동전(주화) 사용 전화기로 특허 취득.
- 1935년 - 심훈의 소설 《상록수》, 동아일보 현상소설에 당선.
- 1989년 - 대한민국, 배용균 감독의 《달마가 동쪽으로 간 까닭은?》이 제42회 로카르노 영화제 최우수 작품상 수상.
- 1994년 - 대한민국, 삼성전자, 세계 최초로 256 메가비트D램 개발 발표.
- 2006년 - 동인 서클 이오시스가 2집 음반 동방을녀잡자를 발매하였다.
- 2014년 - 2014 세계수학자대회가 서울에서 열리다.
- 2017년 - MBC 시사매거진 2580이 23년 만에 종영되었다.

## 탄생
- 1740년 - 러시아 제국 로마노프 왕조의 5번째 군주 이반 6세. (~1764년)
- 1814년 - 스웨덴의 물리학자 안데르스 요나스 옹스트룀. (~1874년)
- 1819년 - 영국의 수학자, 물리학자 조지 스토크스. (~1903년)
- 1853년 - 이탈리아의 정치인 안토니오 살란드라. (~1931년)
- 1888년 - 영국의 발명가 존 로지 베어드. (~1946년)
- 1894년 - 나치의 구성원 파울 블로벨. (~1951년)
- 1899년 - 미국의 영화 감독, 영화 제작자 앨프리드 히치콕. (~1980년)
- 1918년 - 영국의 노벨화학상, 생화학자 프레더릭 생어. (~2013년)
- 1926년
  - 쿠바의 혁명 지도자 피델 카스트로. (~2016년)
  - 영국의 화학자, 노벨 화학상 수상자 에런 클루그. (~2018년)
- 1934년
  - 조선민주주의인민공화국의 정치인 현철해. (~2022년)
  - 일본의 축구 선수 마쓰모토 교지. (~2019년)
- 1936년
  - 대한민국의 배우 신구.
  - 일본의 소설가 양석일. (~2024년)
- 1943년 - 대한민국의 정치인 강봉균. (~2017년)
- 1944년 - 대한민국의 공무원 최선정. (~2010년)
- 1946년 - 미국의 금융인 재닛 옐런.
- 1948년
  - 미국의 소프라노 가수 캐슬린 배틀.
  - 대한민국의 배우 박혜숙.
- 1952년
  - 대한민국의 가수 양희은.
  - 대한민국의 충청북도의원 박재완.
- 1955년 - 영국의 영화감독 폴 그린그래스.
- 1956년 - 영국의 기업인 제러미 피스.
- 1957년
  - 대한민국의 배우 박찬환.
  - 대한민국의 벤처기업인 조현정.
- 1959년
  - 대한민국의 가수 권인하.
  - 대한민국의 정치인 함진규.
  - 스웨덴의 전 축구 선수 토마스 라벨리.
- 1961년
  - 대한민국의 배우 고태산.
  - 대한민국의 교육행정정치인 김대중.
- 1963년
  - 대한민국의 정치인 안민석.
  - 인도의 배우 스리데비. (~2018년)
- 1964년
  - 대한민국의 배우 김경응.
  - 대한민국의 탁구 선수 양영자.
- 1965년 - 대한민국의 전 축구 선수, 축구 지도자 이기근.
- 1967년
  - 벨기에의 작가 아멜리 노통브.
  - 중국의 트랜스젠더 무용가, 배우 진싱.
- 1969년 - 스웨덴의 배우 엘린 클링아.
- 1970년
  - 영국의 축구 선수 앨런 시어러.
  - 미국의 프로레슬링 선수 맷 하이슨.
- 1971년 - 대한민국의 정치인. 강원도 동해시의원 박주현.
- 1973년
  - 대한민국의 검사 서지현.
  - 일본의 가수, 배우 시노하라 료코.
- 1974년 - 일본의 성우 나가노 아이.
- 1977년
  - 대한민국의 래퍼 김진표.
  - 대한민국의 기업인 임세령.
- 1978년 - 대한민국의 싱어송라이터, 가수 김일두.
- 1979년
  - 대한민국의 배우 서현기.
  - 도미니카 공화국의 야구 선수 로만 콜론.
- 1980년
  - 대한민국의 야구 선수 이영욱.
  - 대한민국의 배우 조성희.
- 1981년 - 펜실베니아 와튼 스쿨의 교수 애덤 그랜트.
- 1982년
  - 대한민국의 전 야구 선수 정승원.
  - 미국의 배우 세바스티안 스탄.
  - 미국의 빙상 선수 샤니 데이비스.
- 1983년
  - 대한민국의 야구 선수 신승현.
  - 대한민국의 인권 운동가 김기홍. (~2021년)
- 1984년
  - 대한민국의 전 농구 선수 김태술.
  - 대한민국의 가수 소울크라이.
  - 크로아티아의 전 축구 선수 니코 크란차르.
- 1985년
  - 대한민국의 배우 윤나무.
  - 대한민국의 가수 이루리.
  - 나이지리아의 전 축구 선수 올루바요 아데페미.
- 1986년
  - 대한민국의 배구 선수 황연주.
  - 대한민국의 바둑 기사 백홍석.
  - 일본의 배우 후루하라 야스히사.
  - 미국의 종합격투기 선수 디미트리어스 존슨.
- 1987년 - 대한민국의 축구 선수 송진형.
- 1988년
  - 대한민국의 배우 박가령.
  - 덴마크의 가수 MØ.
- 1989년 - 대한민국의 배우 강신효.
- 1990년
  - 대한민국의 탁구 선수 이상수.
  - 일본의 가수 미야자와 사에.
  - 대한민국의 성악가 문지훈.
- 1991년
  - 대한민국의 축구 선수 백성동.
  - 스웨덴의 축구 선수 힐다 칼렌.
- 1992년
  - 대한민국의 전직 리그 오브 레전드 프로게이머 이호종 (CJ 엔투스).
  - 대한민국의 레이싱 모델 남소라.
  - 대한민국의 아나운서 고선영.
  - 브라질의 축구 선수 루카스 모우라.
  - 대한민국의 리그 오브 레전드 프로게이머 플레임.
  - 브라질의 축구 선수 이고르 클레베르 가르시아 시우바.
- 1993년
  - 대한민국의 가수 윤보미 (에이핑크).
  - 대한민국의 배우 정이서.
  - 대한민국의 야구 선수 임대한.
  - 일본의 축구 선수 요코야마 구미.
  - 미국의 아이스하키 선수 조니 고드로. (~2024년)
  - 일본의 아이돌 나루세 리사. (AKB48)
- 1995년 - 프랑스의 축구 선수 프레스넬 킴펨베.
- 1997년
  - 대한민국의 배우 여진구.
  - 대한민국의 가수 이제이 (앨리스),
- 1998년
  - 대한민국의 가수 김윤설.
  - 미국의 프리스타일 스키 선수 저스틴 숀펠드.
- 2000년
  - 대한민국의 가수 재민 (NCT).
  - 미국의 배우 앤서니 키번.
- 2001년 - 대한민국의 배우 박희건.
- 2002년 - 일본의 축구 선수 다나카 사토시.
- 2003년 - 대한민국의 배우 탕준상.
- 2004년 - 대한민국의 배우 이채은.
- 2005년 - 일본의 스키점프 선수 아사히 사카노. (~2025년)
- 2013년 - 대한민국의 아역 배우 신서우.

## 사망
- 586년 - 프랑크족의 왕비이자 기독교 성인인 라드공드. (520년~)
- 1910년 - 영국의 간호사 플로렌스 나이팅게일. (1820년~)
- 1912년 - 프랑스의 오페라 작곡가 쥘 마스네. (1842년~)
- 1921년 - 대한민국의 독립운동가 박상진. (1884년~)
- 1995년 - 미국의 야구 선수 미키 맨틀. (1931년~)
- 2007년 - 일본의 최장수 할머니 미나가와 요네. (1893년~)
- 2016년
  - 대한민국의 작사가 정두수. (1937년~)
  - 영국의 배우 케니 베이커. (1934년~)
- 2018년 - 일본의 성우 이시즈카 운쇼. (1951년~)
- 2020년
  - 타지키스탄의 시인 굴나자르 켈디. (1945년~)
  - 베네수엘라의 정치인 다리오 비바스. (1950년~)
- 2025년 - 일본의 성우 사쿠라이 토모. (1971년~)

## 기념일
- 국제 왼손잡이의 날(1976년 ~ 현재)

## 같이 보기
- 전날: 8월 12일 다음날: 8월 14일 - 전달: 7월 13일 다음달: 9월 13일
- 음력: 8월 13일
- 모두 보기